# Finote Selam
Finote Selam is een stad en een aparte woreda (district) in het noordwesten van Ethiopië, in de regio Amhara. Dit district wordt geheel omringd door de woreda Jabi Tehnan. In 2007 had de stad 25.913 inwoners.
In 1964 werd in deze plaats, met private financiering, een kliniek voor leprozen gebouwd.

## Bekende inwoners
- Geboren: de bekende wetenschapper Segenet Kelemu is hier geboren.